# Moșceanîțea, Ostroh
Moșceanîțea (în ucraineană Мощаниця) este localitatea de reședință a comunei Moșceanîțea din raionul Ostroh, regiunea Rivne, Ucraina.

## Demografie
Componența lingvistică a localității Moșceanîțea
     Ucraineană (99,32%)
     Alte limbi (0,6%)
Conform recensământului din 2001, majoritatea populației localității Moșceanîțea era vorbitoare de ucraineană (99,32%), existând în minoritate și vorbitori de alte limbi.